# Arnsberg

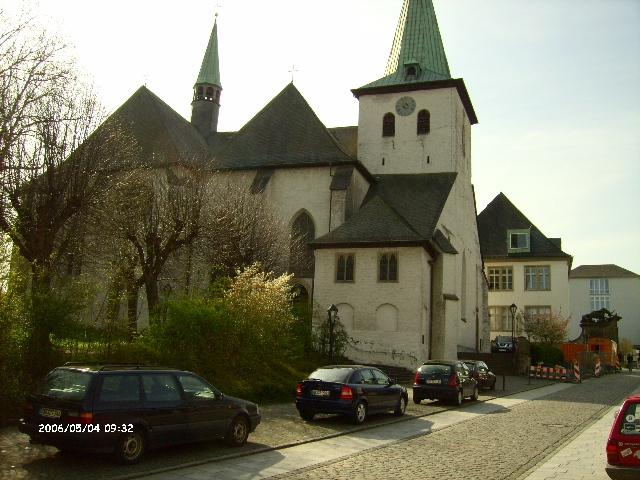
Kościół w Arnsbergu

Arnsberg – miasto w Niemczech, w kraju związkowym Nadrenia Północna-Westfalia, w rejencji Arnsberg, której jest siedzibą, w powiecie Hochsauerland, nad Ruhrą. Liczy 74 227 mieszkańców (31.12.2010), 193,44 km², leży 212 m n.p.m.

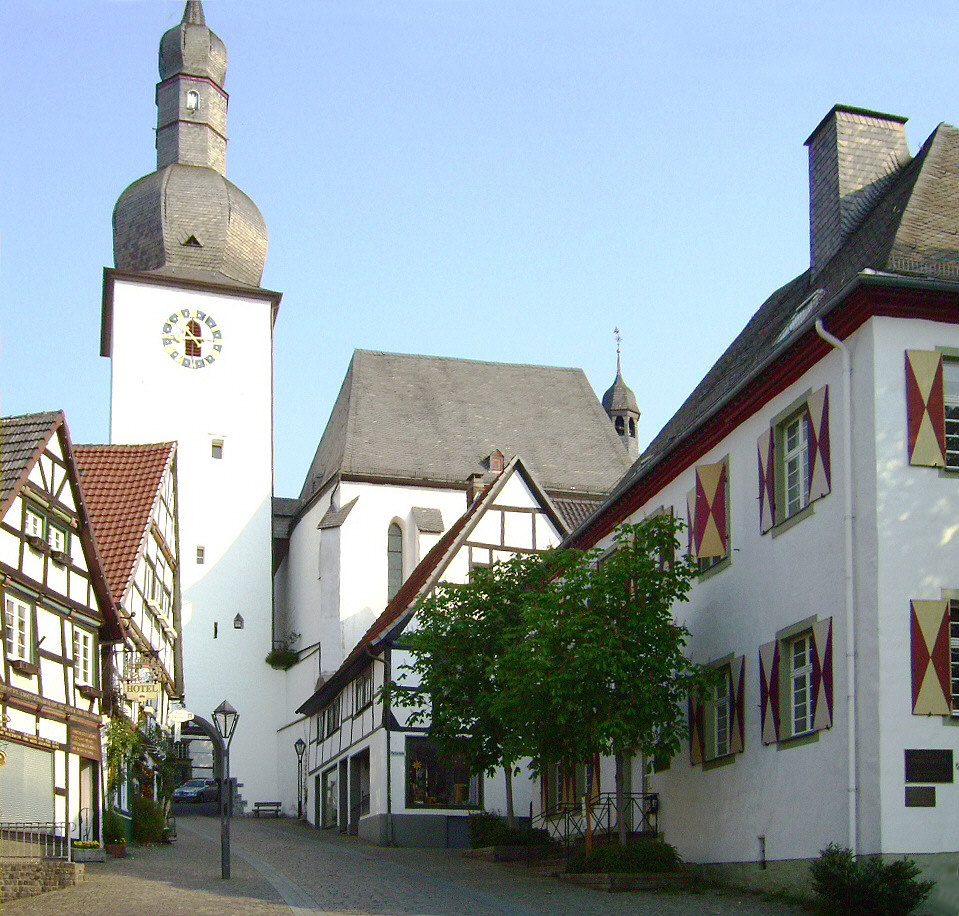
Dzwonnica

## Gospodarka
W mieście występuje przemysł papierniczy, elektrotechniczny, metalowy, drzewny, włókienniczy i spożywczy. Pewne znaczenie ma również turystyka.
Znajduje się tutaj także stacja kolejowa Arnsberg.

## Współpraca
Miejscowości partnerskie:
- Rumunia: Alba Iulia
- Wielka Brytania: Bexley
- Holandia: Deventer
- Francja: Fos-sur-Mer
- Polska: Olesno